# NGC 3306
NGC 3306 é uma galáxia espiral barrada (SBm) localizada na direcção da constelação de Leo. Possui uma declinação de +12° 39' 09" e uma ascensão recta de 10 horas, 37 minutos e 10,1 segundos.
A galáxia NGC 3306 foi descoberta em 27 de Abril de 1886 por Lewis A. Swift.